# Börje Didong
Börje Didong, född 16 maj 1921, död 22 mars 2019 i Norrtälje i Stockholms län, var en svensk högerextremist och Finlandsfrivillig.

## Biografi
Didong deltog som frivillig i Finska fortsättningskriget 1941-1944 och kom efter fortsättningskriget att tjänstgöra vid den så kallade Svenska Koreaambulansen under Koreakriget 1950-1953, därefter tjänstgjorde han i FN-uniform i Gazaremsan vid 1950-talets slut. 
Didong var högerextremist och medlem i den svenska avdelningen av World Anti-Communist League. 1988 medverkade Didong WACL:s kongress i Genève i Schweiz tillsammans med Åke J Ek, Carl-Eric Svensson och Sven Wissén. Han var också aktiv i den högerextrema svenska Stay Behind-rörelsen och medlem i Svensk-koreanska föreningen och Klara-Lidingö FBU-avdelning. Han ska ha tillhört den högerextrema underrättelse- och “agent”-grupp som ibland kallades “Åkes gubbar” då den leddes av dem svemsla nazisten Åke J Ek. Gruppen ska bland annat under decennier ska ha spanat på och kartlagt ledande socialdemokrater inklusive Olof Palme.